# Elezioni comunali in Abruzzo del 2021
Le elezioni comunali in Abruzzo del 2021 si sono svolte il 3 e il 4 ottobre (con ballottaggio il 17 e il 18 ottobre).

## Riepilogo sindaci eletti
Coalizione di centro-sinistra
     Coalizione di centro-destra
     Liste civiche
| Provincia | Comune               | Popolazione legale (censimento 2021) | Sindaco uscente | Sindaco uscente           | Sindaco eletto | Sindaco eletto             | Primo turno | Primo turno | Secondo turno | Secondo turno | Seggi   |
| Provincia | Comune               | Popolazione legale (censimento 2021) | Sindaco uscente | Sindaco uscente           | Sindaco eletto | Sindaco eletto             | Voti        | %           | Voti          | %             | Seggi   |
| --------- | -------------------- | ------------------------------------ | --------------- | ------------------------- | -------------- | -------------------------- | ----------- | ----------- | ------------- | ------------- | ------- |
| Chieti    | Francavilla al Mare  | 25 677                               |                 | Antonio Luciani (Ind.)    |                | Luisa Ebe Russo (Ind.)     | 6 676       | 48,56       | 7 020         | 65,75         | 10 / 16 |
| Chieti    | Lanciano             | 34 410                               |                 | Mario Pupillo (PD)        |                | Filippo Paolini (FI)       | 9 981       | 49,77       | 9 252         | 51,22         | 15 / 24 |
| Chieti    | Vasto                | 40 553                               |                 | Francesco Menna (PD)      |                | Francesco Menna (PD)       | 11 251      | 47,77       | 11 651        | 62,17         | 15 / 24 |
| L'Aquila  | Sulmona              | 22 643                               |                 | Annamaria Casini (Ind.)   |                | Gianfranco Di Piero (Ind.) | 5 308       | 39,62       | 7 518         | 69,30         | 10 / 16 |
| Teramo    | Roseto degli Abruzzi | 25 429                               |                 | Sabatino Di Girolamo (PD) |                | Mario Nugnes (Ind.)        | 4 289       | 30,65       | 6 233         | 56,03         | 10 / 16 |

## Provincia di Chieti

### Francavilla al Mare
| Candidati                               | Candidati                  | II turno             | II turno             | I turno | I turno | Liste                                           | Voti   | %     | Seggi |
| Candidati                               | Candidati                  | Voti                 | %                    | Voti    | %       | Liste                                           | Voti   | %     | Seggi |
| --------------------------------------- | -------------------------- | -------------------- | -------------------- | ------- | ------- | ----------------------------------------------- | ------ | ----- | ----- |
|                                         | Luisa Ebe Russo ✔️ Sindaca | 7 020                | 65,75                | 6 676   | 48,56   | Antonio Luciani - Francavilla al Mare 2021-2026 | 1 822  | 14,15 | 3     |
| Partito Democratico                     | Luisa Ebe Russo ✔️ Sindaca | 7 020                | 65,75                | 6 676   | 48,56   | 1 593                                           | 12,38  | 3     |       |
| Insieme Siamo Francavilla               | Luisa Ebe Russo ✔️ Sindaca | 7 020                | 65,75                | 6 676   | 48,56   | 1 454                                           | 11,30  | 2     |       |
| Alleanza Democratica                    | Luisa Ebe Russo ✔️ Sindaca | 7 020                | 65,75                | 6 676   | 48,56   | 906                                             | 7,04   | 1     |       |
| Azione con Carlo Calenda                | Luisa Ebe Russo ✔️ Sindaca | 7 020                | 65,75                | 6 676   | 48,56   | 513                                             | 3,99   | 1     |       |
| Totale liste                            | Luisa Ebe Russo ✔️ Sindaca | 7 020                | 65,75                | 6 676   | 48,56   | 6 288                                           | 48,85  | 10    |       |
|                                         | Roberto Angelucci          | 3 657                | 34,25                | 4 073   | 29,63   | Fratelli d'Italia                               | 1 142  | 8,87  | 1     |
| Forza Italia                            | Roberto Angelucci          | 3 657                | 34,25                | 4 073   | 29,63   | 1 123                                           | 8,72   | 1     |       |
| Angelucci Sindaco                       | Roberto Angelucci          | 3 657                | 34,25                | 4 073   | 29,63   | 849                                             | 6,60   | 1     |       |
| Lega Salvini Abruzzo                    | Roberto Angelucci          | 3 657                | 34,25                | 4 073   | 29,63   | 651                                             | 5,06   | 1     |       |
| Noi per Francavilla                     | Roberto Angelucci          | 3 657                | 34,25                | 4 073   | 29,63   | 269                                             | 2,09   | –     |       |
| Abruzzo Indipendente - Unione di Centro | Roberto Angelucci          | 3 657                | 34,25                | 4 073   | 29,63   | 80                                              | 0,62   | –     |       |
| Seggio di coalizione                    | Seggio di coalizione       | Seggio di coalizione | 34,25                | 4 073   | 29,63   | 1                                               |        |       |       |
| Totale liste                            | Roberto Angelucci          | 3 657                | 34,25                | 4 073   | 29,63   | 4 114                                           | 31,96  | 4     |       |
|                                         | Livio Sarchese             | Livio Sarchese       | Livio Sarchese       | 923     | 6,71    | Movimento 5 Stelle                              | 295    | 2,29  | –     |
| SìAmo Francavilla                       | Livio Sarchese             | Livio Sarchese       | Livio Sarchese       | 923     | 6,71    | 243                                             | 1,89   | –     |       |
| Seggio di coalizione                    | Seggio di coalizione       | Seggio di coalizione | Livio Sarchese       | 923     | 6,71    | 1                                               |        |       |       |
| Totale liste                            | Livio Sarchese             | Livio Sarchese       | Livio Sarchese       | 923     | 6,71    | 856                                             | 6,65   | –     |       |
|                                         | Franco Moroni              | Franco Moroni        | Franco Moroni        | 720     | 5,24    | Nuove Prospettive                               | 521    | 4,05  | –     |
| Francavilla nel Cuore                   | Franco Moroni              | Franco Moroni        | Franco Moroni        | 720     | 5,24    | 521                                             | 4,05   | –     |       |
| Cambiamo! con Toti                      | Franco Moroni              | Franco Moroni        | Franco Moroni        | 720     | 5,24    | 521                                             | 4,05   | –     |       |
| Totale liste                            | Franco Moroni              | Franco Moroni        | Franco Moroni        | 720     | 5,24    | 706                                             | 5,48   | –     |       |
|                                         | Camillo Paolini            | Camillo Paolini      | Camillo Paolini      | 540     | 3,93    | Aria Nuova                                      | 442    | 3,43  | –     |
|                                         | Moreno Bernini             | Moreno Bernini       | Moreno Bernini       | 274     | 1,99    | Uniti a Sinistra - Civica Ambientalista         | 270    | 2,10  | –     |
|                                         | Carmine Montebello         | Carmine Montebello   | Carmine Montebello   | 163     | 1,19    | Lista Etica                                     | 88     | 0,68  | –     |
|                                         | Gianluca Baldassarre       | Gianluca Baldassarre | Gianluca Baldassarre | 156     | 1,13    | Gianluca Baldassarre Sindaco                    | 108    | 0,84  | –     |
| Totale                                  | Totale                     | 10 677               | 100                  | 13 747  | 100     |                                                 | 12 872 | 100   | 16    |
|                                         |                            |                      |                      |         |         |                                                 |        |       |       |
| Schede bianche                          | Schede bianche             | 94                   | 0,86                 | 72      | 0,51    |                                                 |        |       |       |
| Schede nulle                            | Schede nulle               | 203                  | 1,85                 | 357     | 2,52    |                                                 |        |       |       |
| Votanti                                 | Votanti                    | 10 974               | 48,11                | 14 176  | 62,15   |                                                 |        |       |       |
| Elettori                                | Elettori                   | 22 809               |                      | 22 809  |         |                                                 |        |       |       |
|                                         |                            |                      |                      |         |         |                                                 |        |       |       |
| Fonte: Ministero dell'interno           |                            |                      |                      |         |         |                                                 |        |       |       |

### Lanciano
| Candidati                                                | Candidati                  | II turno             | II turno     | I turno | I turno | Liste                  | Voti   | %     | Seggi |
| Candidati                                                | Candidati                  | Voti                 | %            | Voti    | %       | Liste                  | Voti   | %     | Seggi |
| -------------------------------------------------------- | -------------------------- | -------------------- | ------------ | ------- | ------- | ---------------------- | ------ | ----- | ----- |
|                                                          | Filippo Paolini ✔️ Sindaco | 9 252                | 51,22        | 9 981   | 49,77   | Lega Salvini Abruzzo   | 2 230  | 11,70 | 4     |
| Fratelli d'Italia                                        | Filippo Paolini ✔️ Sindaco | 9 252                | 51,22        | 9 981   | 49,77   | 1 881                  | 9,87   | 3     |       |
| Alleanza con Paolini                                     | Filippo Paolini ✔️ Sindaco | 9 252                | 51,22        | 9 981   | 49,77   | 1 649                  | 8,65   | 2     |       |
| LibertAzione - Libertà in Azione                         | Filippo Paolini ✔️ Sindaco | 9 252                | 51,22        | 9 981   | 49,77   | 1 524                  | 7,99   | 2     |       |
| Forza Italia - Unione di Centro - Autonomi e Partite IVA | Filippo Paolini ✔️ Sindaco | 9 252                | 51,22        | 9 981   | 49,77   | 1 209                  | 6,34   | 2     |       |
| Lanciano che Verrà                                       | Filippo Paolini ✔️ Sindaco | 9 252                | 51,22        | 9 981   | 49,77   | 716                    | 3,76   | 1     |       |
| Nuova Lanciano                                           | Filippo Paolini ✔️ Sindaco | 9 252                | 51,22        | 9 981   | 49,77   | 613                    | 3,21   | 1     |       |
| Totale liste                                             | Filippo Paolini ✔️ Sindaco | 9 252                | 51,22        | 9 981   | 49,77   | 9 822                  | 51,51  | 15    |       |
|                                                          | Leo Marongiu               | 8 810                | 48,78        | 8 459   | 42,18   | Partito Democratico    | 2 062  | 10,81 | 2     |
| Progetto Lanciano                                        | Leo Marongiu               | 8 810                | 48,78        | 8 459   | 42,18   | 1 578                  | 8,28   | 1     |       |
| Lanciano per Tutti                                       | Leo Marongiu               | 8 810                | 48,78        | 8 459   | 42,18   | 1 430                  | 7,50   | 1     |       |
| Lanciano in Comune                                       | Leo Marongiu               | 8 810                | 48,78        | 8 459   | 42,18   | 1 021                  | 5,35   | 1     |       |
| Uniti per Lanciano                                       | Leo Marongiu               | 8 810                | 48,78        | 8 459   | 42,18   | 936                    | 4,91   | 1     |       |
| Lanciano Vale                                            | Leo Marongiu               | 8 810                | 48,78        | 8 459   | 42,18   | 919                    | 4,82   | 1     |       |
| Seggio di coalizione                                     | Seggio di coalizione       | Seggio di coalizione | 48,78        | 8 459   | 42,18   | 1                      |        |       |       |
| Totale liste                                             | Leo Marongiu               | 8 810                | 48,78        | 8 459   | 42,18   | 8 867                  | 46,50  | 7     |       |
|                                                          | Sergio Furia               | Sergio Furia         | Sergio Furia | 1 019   | 5,08    | Movimento 5 Stelle (A) | 921    | 4,83  | –     |
| Seggio di coalizione                                     | Seggio di coalizione       | Seggio di coalizione | Sergio Furia | 1 019   | 5,08    | 1                      |        |       |       |
|                                                          | Ivaldo Rulli               | Ivaldo Rulli         | Ivaldo Rulli | 596     | 2,97    | Rilanciamo Lanciano    | 378    | 1,98  | –     |
| Totale                                                   | Totale                     | 18 062               | 100          | 20 055  | 100     |                        | 19 067 | 100   | 24    |
|                                                          |                            |                      |              |         |         |                        |        |       |       |
| Schede bianche                                           | Schede bianche             | 112                  | 0,61         | 107     | 0,52    |                        |        |       |       |
| Schede nulle                                             | Schede nulle               | 266                  | 1,44         | 537     | 2,59    |                        |        |       |       |
| Votanti                                                  | Votanti                    | 18 440               | 55,94        | 20 699  | 62,80   |                        |        |       |       |
| Elettori                                                 | Elettori                   | 32 961               |              | 32 961  |         |                        |        |       |       |
|                                                          |                            |                      |              |         |         |                        |        |       |       |
| Fonte: Ministero dell'interno                            |                            |                      |              |         |         |                        |        |       |       |

- La lista contrassegnata con la lettera A è apparentata al secondo turno con il candidato sindaco Leo Marongiu.

### Vasto
| Candidati                           | Candidati                  | II turno             | II turno             | I turno | I turno | Liste                              | Voti   | %     | Seggi |
| Candidati                           | Candidati                  | Voti                 | %                    | Voti    | %       | Liste                              | Voti   | %     | Seggi |
| ----------------------------------- | -------------------------- | -------------------- | -------------------- | ------- | ------- | ---------------------------------- | ------ | ----- | ----- |
|                                     | Francesco Menna ✔️ Sindaco | 11 651               | 62,17                | 11 251  | 47,77   | Partito Democratico                | 3 077  | 13,86 | 5     |
| Futuro e Sviluppo per Vasto         | Francesco Menna ✔️ Sindaco | 11 651               | 62,17                | 11 251  | 47,77   | 1 635                              | 7,36   | 3     |       |
| Avanti Vasto                        | Francesco Menna ✔️ Sindaco | 11 651               | 62,17                | 11 251  | 47,77   | 1 314                              | 5,92   | 2     |       |
| Città Virtuosa                      | Francesco Menna ✔️ Sindaco | 11 651               | 62,17                | 11 251  | 47,77   | 1 200                              | 5,40   | 2     |       |
| Sinistra per Vasto                  | Francesco Menna ✔️ Sindaco | 11 651               | 62,17                | 11 251  | 47,77   | 1 020                              | 4,59   | 1     |       |
| Filo Comune                         | Francesco Menna ✔️ Sindaco | 11 651               | 62,17                | 11 251  | 47,77   | 960                                | 4,32   | 1     |       |
| Moderati per Vasto                  | Francesco Menna ✔️ Sindaco | 11 651               | 62,17                | 11 251  | 47,77   | 871                                | 3,92   | 1     |       |
| Totale liste                        | Francesco Menna ✔️ Sindaco | 11 651               | 62,17                | 11 251  | 47,77   | 11 232                             | 50,59  | 15    |       |
|                                     | Guido Giangiacomo          | 7 091                | 37,83                | 4 873   | 20,69   | Fratelli d'Italia                  | 1 826  | 8,22  | 2     |
| Lega Salvini Abruzzo                | Guido Giangiacomo          | 7 091                | 37,83                | 4 873   | 20,69   | 1 164                              | 5,24   | 1     |       |
| Forza Italia                        | Guido Giangiacomo          | 7 091                | 37,83                | 4 873   | 20,69   | 1 046                              | 4,71   | 1     |       |
| Vasto Futuro (UdC - C! - API - Rin) | Guido Giangiacomo          | 7 091                | 37,83                | 4 873   | 20,69   | 204                                | 0,92   | –     |       |
| Movimento Vasto                     | Guido Giangiacomo          | 7 091                | 37,83                | 4 873   | 20,69   | 151                                | 0,68   | –     |       |
| Seggio di coalizione                | Seggio di coalizione       | Seggio di coalizione | 37,83                | 4 873   | 20,69   | 1                                  |        |       |       |
| Totale liste                        | Guido Giangiacomo          | 7 091                | 37,83                | 4 873   | 20,69   | 4 881                              | 21,98  | 4     |       |
|                                     | Alessandra Notaro          | Alessandra Notaro    | Alessandra Notaro    | 4 051   | 17,20   | A2 per Vasto                       | 1 451  | 6,54  | 1     |
| La Buona Stagione                   | Alessandra Notaro          | Alessandra Notaro    | Alessandra Notaro    | 4 051   | 17,20   | 1 003                              | 4,52   | 1     |       |
| Azione con Carlo Calenda            | Alessandra Notaro          | Alessandra Notaro    | Alessandra Notaro    | 4 051   | 17,20   | 514                                | 2,32   | –     |       |
| Vasto 5.0                           | Alessandra Notaro          | Alessandra Notaro    | Alessandra Notaro    | 4 051   | 17,20   | 345                                | 1,55   | –     |       |
| Seggio di coalizione                | Seggio di coalizione       | Seggio di coalizione | Alessandra Notaro    | 4 051   | 17,20   | 1                                  |        |       |       |
| Totale liste                        | Alessandra Notaro          | Alessandra Notaro    | Alessandra Notaro    | 4 051   | 17,20   | 3 712                              | 16,72  | 2     |       |
|                                     | Dina Nirvana Carinci       | Dina Nirvana Carinci | Dina Nirvana Carinci | 2 355   | 10,00   | Movimento 5 Stelle                 | 859    | 3,87  | –     |
| Chi Ama Vasto                       | Dina Nirvana Carinci       | Dina Nirvana Carinci | Dina Nirvana Carinci | 2 355   | 10,00   | 489                                | 2,20   | –     |       |
| Sinistra Italia - Vasto d'Amare     | Dina Nirvana Carinci       | Dina Nirvana Carinci | Dina Nirvana Carinci | 2 355   | 10,00   | 152                                | 0,68   | –     |       |
| Seggio di coalizione                | Seggio di coalizione       | Seggio di coalizione | Dina Nirvana Carinci | 2 355   | 10,00   | 1                                  |        |       |       |
| Totale liste                        | Dina Nirvana Carinci       | Dina Nirvana Carinci | Dina Nirvana Carinci | 2 355   | 10,00   | 1 684                              | 7,58   | –     |       |
|                                     | Angela Pennetta            | Angela Pennetta      | Angela Pennetta      | 869     | 3,69    | L'Arcobaleno                       | 484    | 2,18  | –     |
| L'Orizzonte è Vasto                 | Angela Pennetta            | Angela Pennetta      | Angela Pennetta      | 869     | 3,69    | 61                                 | 0,27   | –     |       |
| Totale liste                        | Angela Pennetta            | Angela Pennetta      | Angela Pennetta      | 869     | 3,69    | 593                                | 2,67   | –     |       |
|                                     | Anna Rita Carugno          | Anna Rita Carugno    | Anna Rita Carugno    | 155     | 0,66    | Ora Rispetto per Tutti gli Animali | 94     | 0,42  | –     |
| Totale                              | Totale                     | 18 742               | 100                  | 23 554  | 100     |                                    | 22 203 | 100   | 24    |
|                                     |                            |                      |                      |         |         |                                    |        |       |       |
| Schede bianche                      | Schede bianche             | 158                  | 0,82                 | 158     | 0,65    |                                    |        |       |       |
| Schede nulle                        | Schede nulle               | 301                  | 1,57                 | 527     | 2,17    |                                    |        |       |       |
| Votanti                             | Votanti                    | 19 201               | 50,95                | 24 239  | 64,32   |                                    |        |       |       |
| Elettori                            | Elettori                   | 37 687               |                      | 37 687  |         |                                    |        |       |       |
|                                     |                            |                      |                      |         |         |                                    |        |       |       |
| Fonte: Ministero dell'interno       |                            |                      |                      |         |         |                                    |        |       |       |

## Provincia dell'Aquila

### Sulmona
| Candidati                     | Candidati                      | II turno             | II turno           | I turno | I turno | Liste                | Voti   | %     | Seggi |
| Candidati                     | Candidati                      | Voti                 | %                  | Voti    | %       | Liste                | Voti   | %     | Seggi |
| ----------------------------- | ------------------------------ | -------------------- | ------------------ | ------- | ------- | -------------------- | ------ | ----- | ----- |
|                               | Gianfranco Di Piero ✔️ Sindaco | 7 518                | 69,30              | 5 308   | 39,62   | Partito Democratico  | 1 354  | 10,54 | 4     |
| Sulmona Libera e Forte        | Gianfranco Di Piero ✔️ Sindaco | 7 518                | 69,30              | 5 308   | 39,62   | 1 173                | 9,13   | 3     |       |
| SBIC - Sulmona Bene in Comune | Gianfranco Di Piero ✔️ Sindaco | 7 518                | 69,30              | 5 308   | 39,62   | 664                  | 5,17   | 1     |       |
| Movimento 5 Stelle            | Gianfranco Di Piero ✔️ Sindaco | 7 518                | 69,30              | 5 308   | 39,62   | 607                  | 4,73   | 1     |       |
| Intesa per Sulmona            | Gianfranco Di Piero ✔️ Sindaco | 7 518                | 69,30              | 5 308   | 39,62   | 602                  | 4,69   | 1     |       |
| Totale liste                  | Gianfranco Di Piero ✔️ Sindaco | 7 518                | 69,30              | 5 308   | 39,62   | 4 400                | 34,25  | 10    |       |
|                               | Andrea Gerosolimo              | 3 331                | 30,70              | 4 598   | 34,32   | Sulmona al Centro    | 1 202  | 9,36  | 1     |
| Fare Sulmona                  | Andrea Gerosolimo              | 3 331                | 30,70              | 4 598   | 34,32   | 1 196                | 9,31   | 1     |       |
| I Democratici                 | Andrea Gerosolimo              | 3 331                | 30,70              | 4 598   | 34,32   | 831                  | 6,47   | 1     |       |
| Territorio Futuro             | Andrea Gerosolimo              | 3 331                | 30,70              | 4 598   | 34,32   | 790                  | 6,15   | –     |       |
| Avanti! Sulmona               | Andrea Gerosolimo              | 3 331                | 30,70              | 4 598   | 34,32   | 716                  | 5,57   | –     |       |
| Il Popolo di Sulmona          | Andrea Gerosolimo              | 3 331                | 30,70              | 4 598   | 34,32   | 450                  | 3,50   | –     |       |
| Sulmona Città d'Arte          | Andrea Gerosolimo              | 3 331                | 30,70              | 4 598   | 34,32   | 278                  | 2,16   | –     |       |
| Seggio di coalizione          | Seggio di coalizione           | Seggio di coalizione | 30,70              | 4 598   | 34,32   | 1                    |        |       |       |
| Totale liste                  | Andrea Gerosolimo              | 3 331                | 30,70              | 4 598   | 34,32   | 5 463                | 42,53  | 3     |       |
|                               | Vittorio Masci                 | Vittorio Masci       | Vittorio Masci     | 3 129   | 23,36   | Lega Salvini Abruzzo | 966    | 7,52  | 1     |
| Masci Sindaco                 | Vittorio Masci                 | Vittorio Masci       | Vittorio Masci     | 3 129   | 23,36   | 848                  | 6,60   | –     |       |
| Fratelli d'Italia             | Vittorio Masci                 | Vittorio Masci       | Vittorio Masci     | 3 129   | 23,36   | 652                  | 5,08   | –     |       |
| Forza Italia                  | Vittorio Masci                 | Vittorio Masci       | Vittorio Masci     | 3 129   | 23,36   | 300                  | 2,34   | –     |       |
| Seggio di coalizione          | Seggio di coalizione           | Seggio di coalizione | Vittorio Masci     | 3 129   | 23,36   | 1                    |        |       |       |
| Totale liste                  | Vittorio Masci                 | Vittorio Masci       | Vittorio Masci     | 3 129   | 23,36   | 2 766                | 21,53  | 1     |       |
|                               | Elisabetta Bianchi             | Elisabetta Bianchi   | Elisabetta Bianchi | 362     | 2,70    | Direzione Sulmona    | 217    | 1,69  | –     |
| Totale                        | Totale                         | 10 849               | 100                | 13 397  | 100     |                      | 12 846 | 100   | 16    |
|                               |                                |                      |                    |         |         |                      |        |       |       |
| Schede bianche                | Schede bianche                 | 76                   | 0,68               | 57      | 0,41    |                      |        |       |       |
| Schede nulle                  | Schede nulle                   | 199                  | 1,79               | 349     | 2,53    |                      |        |       |       |
| Votanti                       | Votanti                        | 11 124               | 51,05              | 13 803  | 63,35   |                      |        |       |       |
| Elettori                      | Elettori                       | 21 789               |                    | 21 789  |         |                      |        |       |       |
|                               |                                |                      |                    |         |         |                      |        |       |       |
| Fonte: Ministero dell'interno |                                |                      |                    |         |         |                      |        |       |       |

## Provincia di Teramo

### Roseto degli Abruzzi
| Candidati                        | Candidati               | II turno             | II turno             | I turno | I turno | Liste                    | Voti   | %     | Seggi |
| Candidati                        | Candidati               | Voti                 | %                    | Voti    | %       | Liste                    | Voti   | %     | Seggi |
| -------------------------------- | ----------------------- | -------------------- | -------------------- | ------- | ------- | ------------------------ | ------ | ----- | ----- |
|                                  | Mario Nugnes ✔️ Sindaco | 6 233                | 56,03                | 4 190   | 30,81   | Azione con Carlo Calenda | 1 141  | 8,96  | 3     |
| Fare per Roseto!                 | Mario Nugnes ✔️ Sindaco | 6 233                | 56,03                | 4 190   | 30,81   | 886                      | 6,96   | 3     |       |
| Altracittà - Casa Civica - Volt  | Mario Nugnes ✔️ Sindaco | 6 233                | 56,03                | 4 190   | 30,81   | 775                      | 6,09   | 2     |       |
| Nuove Energie per Roseto Under   | Mario Nugnes ✔️ Sindaco | 6 233                | 56,03                | 4 190   | 30,81   | 397                      | 3,12   | 1     |       |
| Operazione Turismo               | Mario Nugnes ✔️ Sindaco | 6 233                | 56,03                | 4 190   | 30,81   | 362                      | 2,84   | 1     |       |
| Sport & Civismo                  | Mario Nugnes ✔️ Sindaco | 6 233                | 56,03                | 4 190   | 30,81   | 233                      | 1,83   | –     |       |
| Totale liste                     | Mario Nugnes ✔️ Sindaco | 6 233                | 56,03                | 4 190   | 30,81   | 3 903                    | 30,66  | 10    |       |
|                                  | William Di Marco        | 4 892                | 43,97                | 3 054   | 22,46   | Lega Salvini Abruzzo     | 1 009  | 7,93  | 1     |
| Fratelli d'Italia                | William Di Marco        | 4 892                | 43,97                | 3 054   | 22,46   | 1 002                    | 7,87   | –     |       |
| Identità Culturale Rosetana      | William Di Marco        | 4 892                | 43,97                | 3 054   | 22,46   | 384                      | 3,02   | –     |       |
| Forza Italia                     | William Di Marco        | 4 892                | 43,97                | 3 054   | 22,46   | 246                      | 1,93   | –     |       |
| Seggio di coalizione             | Seggio di coalizione    | Seggio di coalizione | 43,97                | 3 054   | 22,46   | 1                        |        |       |       |
| Totale liste                     | William Di Marco        | 4 892                | 43,97                | 3 054   | 22,46   | 2 689                    | 21,12  | 1     |       |
|                                  | Tommaso Ginoble         | Tommaso Ginoble      | Tommaso Ginoble      | 2 948   | 21,68   | Ginoble Sindaco          | 1 379  | 10,83 | 1     |
| Bella Roseto                     | Tommaso Ginoble         | Tommaso Ginoble      | Tommaso Ginoble      | 2 948   | 21,68   | 729                      | 5,73   | –     |       |
| Per Roseto                       | Tommaso Ginoble         | Tommaso Ginoble      | Tommaso Ginoble      | 2 948   | 21,68   | 682                      | 5,36   | –     |       |
| Roseto Attiva                    | Tommaso Ginoble         | Tommaso Ginoble      | Tommaso Ginoble      | 2 948   | 21,68   | 585                      | 4,60   | –     |       |
| Seggio di coalizione             | Seggio di coalizione    | Seggio di coalizione | Tommaso Ginoble      | 2 948   | 21,68   | 1                        |        |       |       |
| Totale liste                     | Tommaso Ginoble         | Tommaso Ginoble      | Tommaso Ginoble      | 2 948   | 21,68   | 3 482                    | 27,35  | 1     |       |
|                                  | Sabatino Di Girolamo    | Sabatino Di Girolamo | Sabatino Di Girolamo | 1 827   | 13,43   | Partito Democratico      | 747    | 5,87  | –     |
| Di Girolamo Sindaco              | Sabatino Di Girolamo    | Sabatino Di Girolamo | Sabatino Di Girolamo | 1 827   | 13,43   | 483                      | 3,79   | –     |       |
| Uniti per Roseto                 | Sabatino Di Girolamo    | Sabatino Di Girolamo | Sabatino Di Girolamo | 1 827   | 13,43   | 371                      | 2,91   | –     |       |
| Seggio di coalizione             | Seggio di coalizione    | Seggio di coalizione | Sabatino Di Girolamo | 1 827   | 13,43   | 1                        |        |       |       |
| Totale liste                     | Sabatino Di Girolamo    | Sabatino Di Girolamo | Sabatino Di Girolamo | 1 827   | 13,43   | 1 690                    | 13,28  | –     |       |
|                                  | Rosaria Ciancaione      | Rosaria Ciancaione   | Rosaria Ciancaione   | 1 581   | 11,63   | Movimento 5 Stelle       | 492    | 3,87  | –     |
| Europa Verde                     | Rosaria Ciancaione      | Rosaria Ciancaione   | Rosaria Ciancaione   | 1 581   | 11,63   | 360                      | 2,83   | –     |       |
| Un'Altra Idea di Roseto 21.0     | Rosaria Ciancaione      | Rosaria Ciancaione   | Rosaria Ciancaione   | 1 581   | 11,63   | 240                      | 1,89   | –     |       |
| Roseto Progressista e Coraggiosa | Rosaria Ciancaione      | Rosaria Ciancaione   | Rosaria Ciancaione   | 1 581   | 11,63   | 226                      | 1,78   | –     |       |
| Totale liste                     | Rosaria Ciancaione      | Rosaria Ciancaione   | Rosaria Ciancaione   | 1 581   | 11,63   | 1 370                    | 10,76  | –     |       |
| Seggio di coalizione             | Seggio di coalizione    | Seggio di coalizione | Rosaria Ciancaione   | 1 581   | 11,63   | 1                        |        |       |       |
| Totale                           | Totale                  | 11 125               | 100                  | 13 600  | 100     |                          | 12 729 | 100   | 16    |
|                                  |                         |                      |                      |         |         |                          |        |       |       |
| Schede bianche                   | Schede bianche          | 124                  | 1,08                 | 70      | 0,48    |                          |        |       |       |
| Schede nulle                     | Schede nulle            | 200                  | 1,75                 | 408     | 2,82    |                          |        |       |       |
| Votanti                          | Votanti                 | 11 449               | 50,33                | 14 471  | 63,62   |                          |        |       |       |
| Elettori                         | Elettori                | 22 747               |                      | 22 747  |         |                          |        |       |       |
|                                  |                         |                      |                      |         |         |                          |        |       |       |
| Fonte: Ministero dell'interno    |                         |                      |                      |         |         |                          |        |       |       |